# James Garner (cầu thủ bóng đá)
James Albert Garner (18 tháng 7 năm 1895 – 9 tháng 4 năm 1975) là một cầu thủ bóng đá người Anh thi đấu ở vị trí Hậu vệ.
Sinh ra ở Pendlebury, Lancashire, Garner có 5 lần ra sân ở Giải vô địch cho Liverpool, và tiếp tục thi đấu cho Southport và New Brighton. Ông có thể thi đấu ở vị trí hậu vệ cả hai cánh.